# خوسيه ألبرتو كاستانيدا
خوسيه ألبرتو كاستانيدا هو سياسي مكسيكي، ولد في 3 سبتمبر 1949 في مونتيري في المكسيك. نشط حزبياً في حزب العمل الوطني. وقد انتخب عضو مجلس الشيوخ المكسيكي ‏ وانتخب عضو مجلس النواب المكسيك ‏.